# Hans Ek
Hans Ek, född 1964 i Uppsala, är en svensk dirigent och arrangör som ofta verkar i mötet mellan klassisk musik, jazz, pop och folkmusik. Han har arbetat med många av de ledande svenska symfoniorkestrarna, samt orkestrar i Norge, Danmark, Storbritannien, Kanada, Litauen och Turkiet. Ek har samarbetat med en lång rad musiker och sångare. Som exempel kan nämnas Salem Al Fakir, Magnus Lindgren, Tommy Körberg, Anders Widmark, The Real Group, Esbjörn Svensson Trio, Georg "Jojje" Wadenius, Malena Ernman, Christian Lindberg, Stefano di Battista, Louise Hoffsten, Ale Möller, Anna Ternheim och Dreamers' Circus.
Ek var under delar av 2010-talet musikaliskt huvudansvarig vid Polarpris-ceremonin. Ek har då samarbetat med artister som Ane Brun, Robyn och Barbara Hendricks. Han medverkar på skivor med Peter LeMarc, Helen Sjöholm, Salem Al Fakir, Mikael Samuelson, Christian Lindberg, brittiska cabarettrion The Tiger Lillies och norska folkmusikgruppen Kvarts med flera.
Sedan år 2000 har Ek också orkestrerat och spelat in musik till filmer som Låt den rätte komma in i regi av Tomas Alfredson, De osynliga (Erik Poppe), En man kommer hem (Thomas Vinterberg), Effi Briest (Hermine Huntgeburth), Tannöd (Bettina Oberli) och Rånarna (Peter Lindmark).

## Priser och utmärkelser
- 2015 - Ledamot av Kungliga Musikaliska Akademien
- 2013 - Årets alumn vid Karlstads universitet
- 2013 - Thore Ehrling-stipendiet